# 메이저 리그 베이스볼 드래프트
메이저 리그 베이스볼 드래프트(Major League Baseball Draft)는 매년 6월 상순에 개최되는 미국 미합중국 령 푸에르 토리코 , 캐나다의 고등학교 대학 및 독립 리그 의 선수 (외국인 포함)을 대상으로 한 것이다.
드래프트에서는 각 팀 50 명 총 1500 명 정도가 지명된다. 미국에서는 학생 동아리의 겸임이 일반적이며, 학생의 중심 선수 중에는 야구 이외의 스포츠라도 훌륭한 성적을 남기고있는 선수도 드물지 않다. 따라서 다른 경기 드래프트에서도 중복 지명되거나 (보 잭슨처럼 MLB와 NFL을 겸임했던 선수도 드물게 존재한다), 대학 등에서 스포츠 장학금을 제공받는 선수가 있어 드래프트 지명되어도 입단하지 않는 경우가 많다. 또한 하위 지명 선수는 낮은 계약금과 자신의 미래의 평가가 낮은 이유 등으로 입단하지 않을 수 있다. 따라서 입단하지 않을 상황을 고려하여 대규모 지명된다. 따라서 지명을 받으면 생각하지 못한 선수가 갑자기 지명을 받을 수있다. 또한, 팀 관계자의 친척이나 지인의 아들을 기념으로 하위로 지명할 수 있다. 어디까지나 놀이로 지명하며, 선수로서는 전혀 기대되지 않기 때문에 대부분의 경우 이러한 지명을 받은 자는 입단하지 않지만, 그 중에는 마이크 피아자 같은 주력 선수로 생각하지 않는 선수도 드물게 존재한다.

## 역사
메이저 리그의 드래프트 제도는 1965년 도입됐다. 풍부한 자금력을 배경으로 압도적인 힘을 자랑하던 뉴욕 양키스에 더 전력이 편향되는 것을 막기 위해서였다. 이 결과, 양키스는 1964년 이후 10년 이상 리그 우승에서 멀어지게 되고, 이 제도의 성과는 여실히 나타났다. 또한 1969년부터는 플레이 오프(2 지구제)가 도입되어 1972년에 오클랜드 어슬레틱스의 월드 시리즈 3 연패를 포함해 매년 다른 팀이 월드 챔피언이 되고 있다.
하지만 1960년대 후반 이후 대리인 제도가 인정되면서 드래프트 지명된 유망주에도 대리인이 붙게되며, 계약금의 상승이 일어나고 있다. 따라서 지명 순위가 높은 팀이 자금력이 떨어지는 일 때문에 유망한 선수를 지명하지 못하고, 지명 순위가 낮음에도 불구하고 자금력 있는 팀이 그 선수를 획득할 수 있는 문제가 발생하고 있다. 따라서 대리인이 선수에게 유리한 계약을 체결하는 목적으로 매우 계약 협상을 연장하는 것을 방지하기 위해 독점 교섭권 기간을 마련하는 등의 대책을 취하고 있다.
한편, 메이저 리그가 지역과 관계 없이 해당 제도를 채택하는 한편 일본 프로 야구가 드래프트 제도와 일부 자유경쟁제를 병행한 데 비해 KBO 리그는 선수선발까지도 지역이 우선한 바 있었다.
1. ↑  최화경 (1991년 10월 21일). “프로야구 10年(연) 인기속의 明暗(명암) 총점검 (4)”. 동아일보. 2022년 1월 11일에 확인함.